# 唐家庄街道
唐家庄街道，是中华人民共和国河北省唐山市古冶区下辖的一个乡镇级行政单位。

## 行政区划
唐家庄街道下辖以下地区：
矾土社区、京华东里社区、西北楼社区、京华西里社区、桥北社区、新安楼社区、新工村社区、东联社区、模范楼社区、东工房社区、永安楼社区、新华楼社区、石山社区、京山社区、西兴社区、铁路社区和东兴社区。